# Родегијери-Ригони-Подеста-Коста (Виченца)
Родегијери-Ригони-Подеста-Коста је насеље у Италији у округу Виченца, региону Венето.
Према процени из 2011. у насељу је живело 797 становника. Насеље се налази на надморској висини од 1048 м.